# Aeroporto de Parafield
O Aeroporto de Parafield (ICAO: YPPF) é um aeroporto na Austrália, localizado na extremidade do subúrbio residencial de Parafield, Sul da Austrália, 18 km ao norte do centro da cidade de Adelaide e adjacente ao campus Mawson Lakes da Universidade da Austrália do Sul. É o segundo aeroporto de Adelaide e o quinto aeroporto mais movimentado na Austrália por movimentos de aeronaves. Embora propriedade do Governo da Austrália, o aeroporto é alugado e administrado de forma independente pela Parafield Airport Ltd.
Parafield era o único aeroporto civil de Adelaide até que o aeroporto de Adelaide fosse aberto em Fevereiro de 1955 e é usado actualmente para aviões ligeiros, treino de pilotagem e aviação de recreio. O aeroporto é a casa do campus de Parafield Aviation de TAFE Sul Austrália (TAFE SA) e da Academia de Aviação da Universidade da Austrália do Sul. O aeroporto abriga um museu de caças a jacto e exibe aeronaves históricas.
Há também várias escolas de treino de voo, incluindo a Academia de Aviação da Universidade da Austrália do Sul, FTA (Flight Training Adelaide), anteriormente conhecida como Australian Aviation College, Bruce Hartwig Flying School, AFTC (Adelaide Flight Training Center) e Forsyth Aviation, que é a única escola que oferece treinamento para o certificado de piloto de Aeronáutica Recreativa de Austrália, em Parafield.